# Botoque

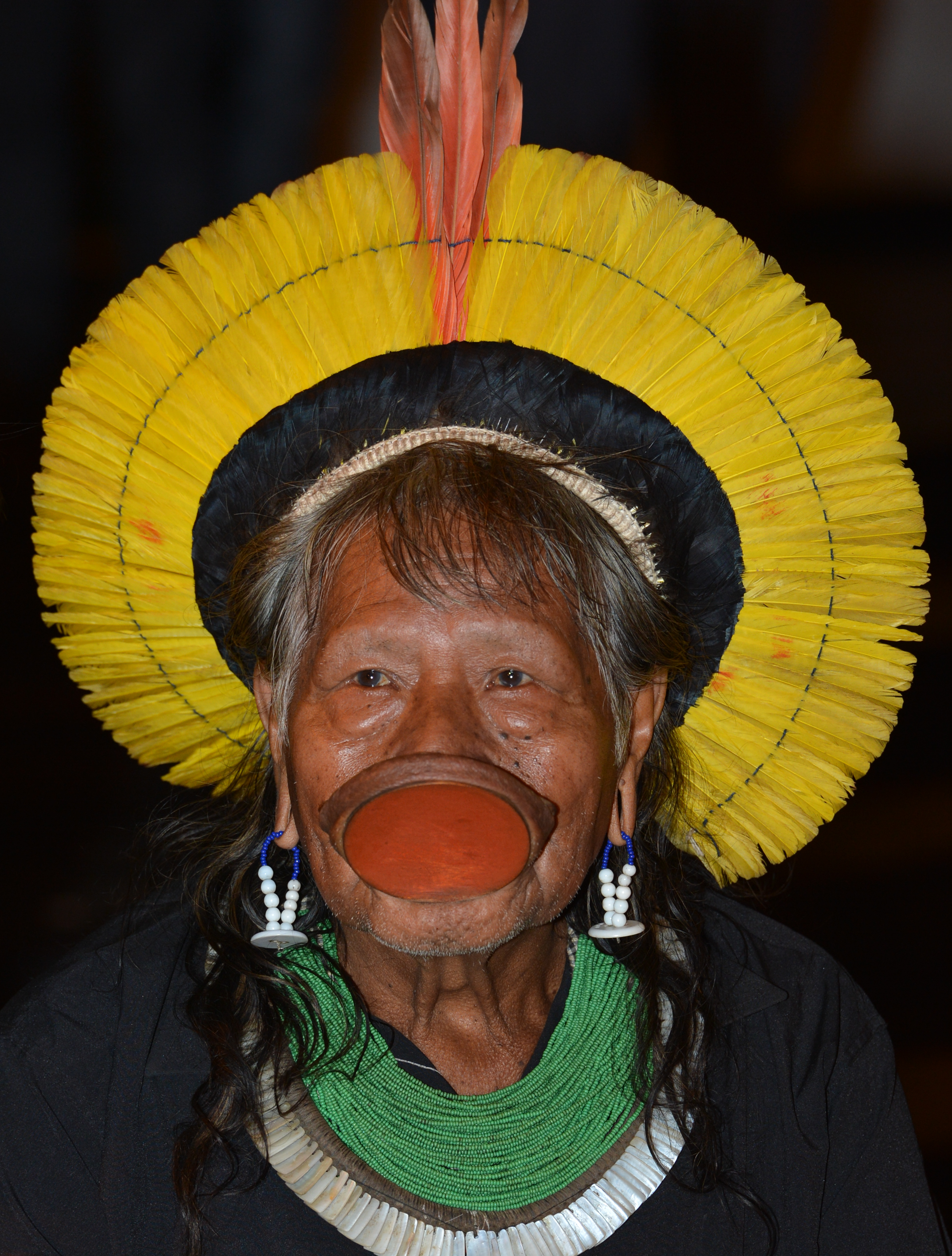
Líder caiapó Raoni usando seu botoque

Botoque ou batoque é um ornamento feito de um pedaço circular, geralmente de madeira, introduzido nas orelhas, narinas ou lábio inferior por alguns povos, como algumas tribos indígenas brasileiras e africanas. O artefato, originalmente chamado metara pelos indígenas brasileiros, foi renomeado “botoque” pelos portugueses por se parecer com os orifícios de barris ou tonéis, que se fecham com rolhas.
Este objetos às vezes são descritos como tembetás, outro adorno utilizado pelos indígenas nas Américas. A diferença entre ambos é que o botoque tem formato circular e o tembetá tem formato alongado.
Contudo, seu uso não é restrito a essa região, possuindo registros também no continente africano.
Nos grupos indígenas brasileiros, o botoque tem importante associação com a oratória e o canto[carece de fontes?].  Os maiores desses artefatos são usados pelos grandes oradores e chefes de guerra, como o conhecido líder Raoni dos caiapós.

## Registros históricos em etnias brasileiras

### Da chegada portuguesa ao século XIX
Os grupos indígenas brasileiros mais reconhecidos pelo adorno com botoques são os botocudos e caiapós. A  aparência marcante causada pelo alargamento dos lábios e orelhas acabava por enquadrar etnias diferentes em um único grupo, de forma genérica, no início das explorações no Brasil.
Alguns exploradores e viajantes de origem europeia, no entanto, registraram esta prática em outras etnias como os Tupinambás, os Caraíbas e os Charruas. 
Os registros históricos deixados por estes exploradores e viajantes mostram que a percepção sobre os botoques não era positiva, visto que possuíam ideais de beleza ocidentais ou europeus. Estes ideais eram diferentes daqueles cultivados pelos povos indígenas. Assim, mesmo no século XIX, as descrições dos botoques eram frequentemente associadas à feiura, à deformidade e à hábitos primitivos, como pode se inferir pelas menções seguintes.
| Ano         | Localização                                                                 | Menção | Autor                         |
| ----------- | --------------------------------------------------------------------------- | --- | ----------------------------- |
| 1809        | antigo aldeamento de Lorena dos Tocoyos, nas cercanias do rio Jequitinhonha | Ao descrever a visita de indígenas "Botocudos Ambarés" ou Aimorés: "Na última partida vinham dois meninos, um dos quais ainda não trazia botoque, teria de dez até doze anos e é hum dos meninos mais lindos que tenho visto (...) da última partida resolveram-se alguns a comer (...) e deste o que mais lhes agradou foi o mel de açúcar e o bebião, adaptando o vaso entre o botoque e o lábio superior, de sorte que não lhes escapava uma gota". | José Pereira Freire de Moura  |
| 1841        | Indeterminada                                                               | Ao tratar sobre os índios botocudos: "O que caracteriza os botocudos de ambos os sexos é a medonha moda de furar o beiço inferior e as pontas das orelhas, para lhes meter enormes discos ou rodelas de pau, que vão fazendo maiores com a idade (...). Usam da madeira das árvores chamadas 'barrigudas', ainda novas. Quando as crianças começam a crescer, furam-lhes as orelhas e os beiços, e aí lhes metem um pedaço de pau, primeiramente pequeno, para depois lhes substituírem outro maior quando a ferida está cicatrizada. Acrescentada assim gradualmente, esta rodela chega a ser de três polegadas de diâmetro. Tirada a rodela, o beiço fica pendurado até para baixo da ponta do queixo. Posto que sejam mais bonitas e engraçadas que os homens, as mulheres se tornam também disformes com esta moda". | Indeterminado                 |
| 1867        | Indeterminada                                                               | "A mutilação do lábio inferior e orelhas (...) é costume que encontramos em selvagens de todas as partes do globo (...), mas na América Meridional acham-se os modos mais extravagantes, e entre eles os Botocudos se distinguem pela exageração. (...) A vontade do pai determina a época de dar ao filho este singular ornato; mas tem isso lugar aos oito, sete anos e talvez mais cedo. (...) em muitas tribos da América reina o costume de furarem o lábio inferior. Os Tupinambás traziam nele ossos e nefrite verde; os do Paraguai tinham o mesmo uso e assim os Charruas. (...) La Condamine viu no Amazonas selvagens com os lobos das orelhas de uma extensão prodigiosa. Ainda entre os Caraíbas se observou o mesmo costume."                                                                              | A. Gonçalves Dias             |
| 1895 a 1896 | bacia do rio Doce                                                           | Ao tratar sobre os índios botocudos: "O abominável costume de usarem ornamentos, que tornam imensos os beiços e as orelhas, por meio dos quais tão notados têm sido, está acabando, e hoje o botoque é só encontrado entre alguns antigos membros das tribos que reservam intactos todos os primitivos hábitos e maneiras de seus antepassados". | viajante William John Steains |

### Século XX
Registros mais recentes foram feitos pelo fotógrafo austríaco Mario Baldi durante a década de 1930, quando conviveu com indígenas Carajás que habitavam as margens do rio Araguaia. O autor chama de botoque o que se hoje também se atribui ao tembetá:
"O grande amigo Kohubara, feiticeiro da tribo (...). O botoque é (como homem mais velho) bastante curto, ao contrário dos adolescentes e especialmente os moços em procura de noivas que trazem botoques muito mais compridos e enfeitados com cores vivas (...), de 30 ou 40 centímetros de largura".